# 이나바야시로역
이나바야시로역(일본어: 因幡社駅)은 일본 돗토리현 돗토리시에 위치한 서일본 여객철도 인비 선의 철도역이다. 단선 승강장 1면 1선의 구조를 갖춘 지상역이다.

## 역 주변
- 국도 제53호선 · 국도 제373호선

## 역사
- 1923년 6월 5일 : 인비 선 모치가세 - 지즈 간 연장 때에 개업.
- 1928년 3월 15일 : 인비미나미 선 개업에 맞춰, 인비 선이 인비키타 선으로 개칭되어, 이 역도 그 소속으로 함.
- 1932년 7월 1일 : 돗토리 - 쓰야마 간 개통에 의해, 인비키타 선이 인비 선의 일부로 되어, 이 역도 그 소속으로 함.
- 1987년 4월 1일 : 일본국유철도 분할 민영화에 의해, 서일본 여객철도가 승계.

## 인접 역
| 서일본 여객철도 인비 선 | 서일본 여객철도 인비 선 | 서일본 여객철도 인비 선 |
| ----------------------- | ----------------------- | ----------------------- |
| 모치가세 돗토리 방면    | ■ 인비 선               | 지즈 히가시쓰야마 방면  |